# Oregon Route 153
Az Oregon Route 153 (OR-153) egy oregoni állami országút, amely kelet–nyugati irányban a 18-as út bellevue-i elágazásától a 221-es út hopewelli csomópontjáig halad.
A szakasz Bellevue–Hopewell Highway No. 153 néven is ismert.

## Leírás
A szakasz a 18-as út bellevue-i elágazásától indul keleti irányban. Miután a pálya délre fordul, keresztezi a Szarvas-patakot, majd újra kelet felé fordul, ezúttal a Déli-Yamhill-folyón áthaladva. A hatodik kilométernél egy észak–déli irányú elágazás következik; délre Ballstonon át a 18-as útra lehet visszajutni, a 153-as országút pedig észak felé folytatódik. A kereszteződés után kelet felé haladva Amity következik; egy vasúti átjárón áthaladva a szakasz összefonódik a 99W úttal, majd 106 méteren át közösen haladnak dél felé, itt a 153-as újra kelet felé fordul. Rövid idő múlva egy déli, a vidéki részeket kikerülő szakasz következik, majd a 18. kilométernél északra a 154-es, míg délre a 153-as úton lehet továbbhaladni. A 154-esen Lafayette közelíthető meg, míg a 153-ason továbbhaladva Hopewell következik. A pálya Hopewelltől kettő kilométerre keletre, a Maud Williamson Állami Pihenőhelytől közvetlenül északra lévő elágazásnál ér véget, ahol Wheatland és Dayton felé lehet továbbhaladni.